# سرايا القدس
سرايا القدس هي الجناح العسكري لحركة الجهاد الإسلامي في فلسطين. وهي ثاني أكبر جماعة مسلحة في قطاع غزة بعد كتائب القسام.[5] قائد سرايا القدس هو زياد النخالة، ومقره دمشق في سوريا. قبل مقتله عام 2019م، كان قائد سرايا القدس في قطاع غزة هو بهاء أبو العطا.
المنظمة الأم لسرايا القدس، حركة الجهاد الإسلامي؛ ملتزمة بتحرير فلسطين من الاحتلال الإسرائيلي وعودة المهجّرين الفلسطينيين إلى وطنهم، وهي تُعارض بشدّة اتفاق أوسلو. يتم تمويل حركة الجهاد الإسلامي في فلسطين في الغالب من قبل إيران، بعد أن تلقت تمويلًا سابقًا من سوريا البعثية أيضًا، قبل سقوط نظام الأسد في عام 2024م. سرايا القدس جزء من الغرفة المُشتركة لفصائل المقاومة الفلسطينية في قطاع غزة.

## التاريخ

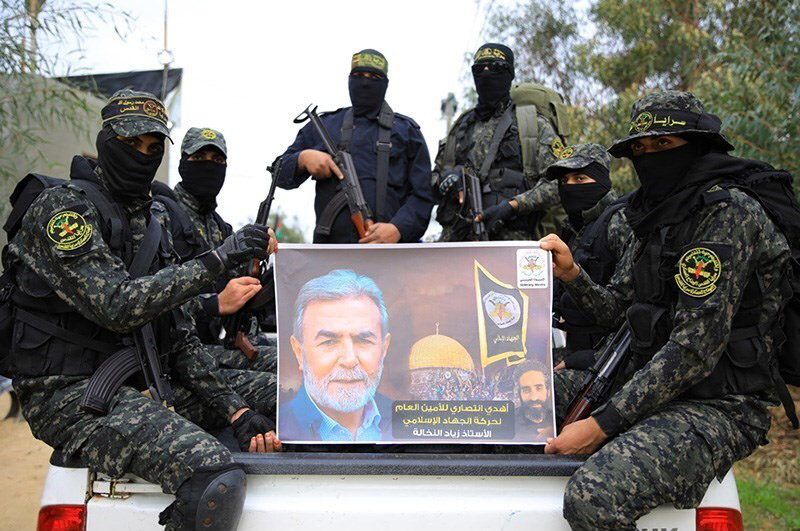
سرايا القدس في قطاع غزة.

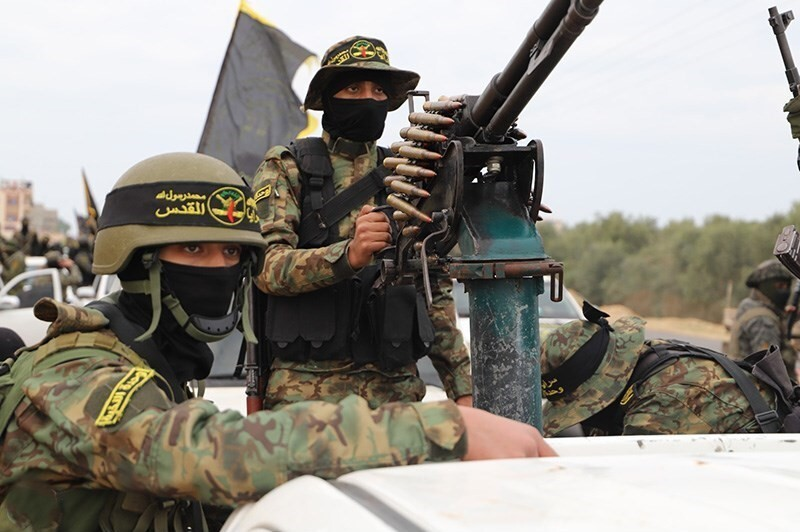
قوات سرايا القدس.

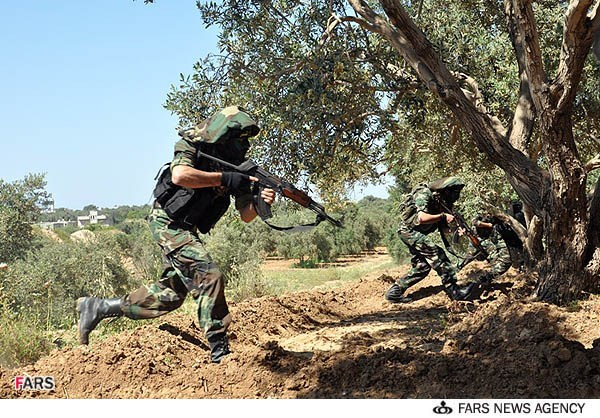
مناورة لسرايا القدس، الجناح العسكري لحركة الجهاد الإسلامي في فلسطين، على سواحل غزة المطلة على البحر الأبيض المتوسط.

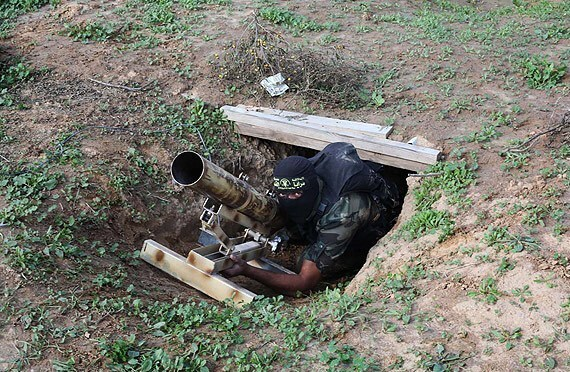
سرايا القدس في ٢٠١٢م.

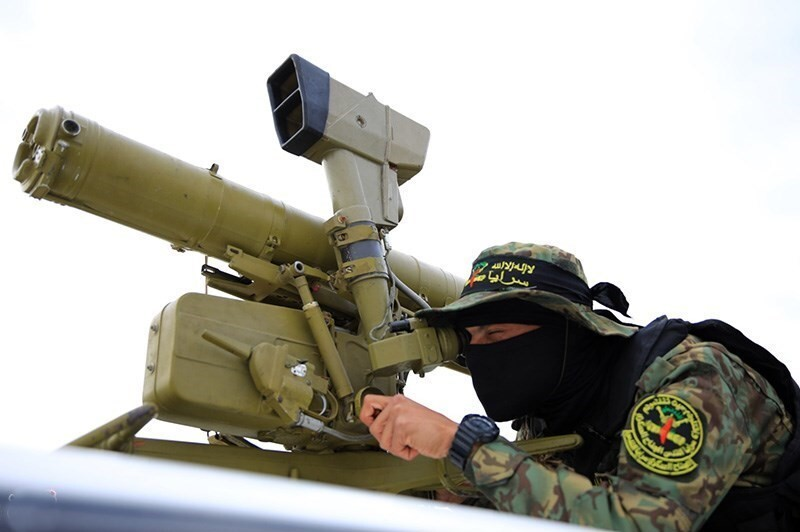
صاروخ ATGM من طراز 9K111 Fagot يستخدمه أحد أفراد سرايا القدس.

تشكَّلت حركة الجهاد الإسلامي في فلسطين في أواخرِ سبعينيات القرن العشرين ومع القسم الثاني من عقد الثمانينات تشكلَ جناحها العسكري والأمني كتائب سيف الإسلام ثمّ مع اندلاع الانتفاضة الأولى عام 1987 زاد نشاط كتائب سيف الإسلام التي اغتيل عددٌ كبيرٌ من قادتها على يدِ الاحتلال الإسرائيلي في مناطق متفرّقة. مع مطلعِ التسعينات قامت قيادة الجهاد الإسلامي بقيادة المؤسِّس والقيادي محمود عرفات الخواجا بتغيير اسم الجناح العسكري إلى «القوى الإسلامية المجاهدة» التي عُرفت اختصارًا باسمِ قسم؛ فبدأت بتنفيذ عمليات ضد جنود الاحتلال ومستوطنيه حيثُ كانت تُهاجِم المستوطنات وتهاجم الحواجز العسكرية الإسرائيلية كما نفذت عمليات في عمقِ «إسرائيل» ومن أبرزِ عملياتها بيت ليد وكفار داروم وديزنقوف ونتساريم وغيرها.
قُتل بهاء أبو العطا، قائد سرايا القدس في قطاع غزة، في عملية قتل مستهدفة في مدينة غزة في 12 نوفمبر 2019، بزعم أنه أصدر أوامر بإطلاق صواريخ على إسرائيل. وفي الوقت نفسه، ذكرت وسائل الإعلام السورية أن قائدًا كبيرًا آخر للجهاد الإسلامي في فلسطين، وهو أكرم العجوري، نجا من غارة جوية في دمشق، لكن ابنه وابنته قُتلا. في اليوم التالي، السرايا أكثر من 220 صاروخًا على جنوب ووسط إسرائيل، وفي اليوم التالي، ضرب الجيش الإسرائيلي عدة أهداف للجهاد الإسلامي في فلسطين في قطاع غزة، مما أسفر عن مقتل فلسطينيين اثنين، هما خالد معوض فرج البالغ من العمر 38 عامًا، القائد الميداني لها. وعلاء اشتياو (32 عاما). وفي وقت لاحق من ذلك اليوم، قُتل ثلاثة آخرون من أعضاء القاعدة في غارة جوية لسلاح الجو الإسرائيلي أثناء محاولتهم إطلاق صواريخ على إسرائيل. وتم الاتفاق على وقف إطلاق النار في 14 نوفمبر، وفي ذلك الوقت كانت السرايا قد أطلقت أكثر من 400 صاروخ على إسرائيل وقُتل ما مجموعه 36 فلسطينيًا، من بينهم 25 عضوًا في الجهاد الإسلامي في فلسطين أو فصائل أخرى في القطاع.

## قائمة المعارك والعمليات الجهادية
- عملية الاستشهادي عليان الوادية[11]
- عملية الهروب الجماعي الكبير
- عملية بركان الغضب الاستشهادية
- عملية مفترق مجدو الاستشهادية
- عملية البرق الصاعق الاستشهادية المشتركة[12]
- عملية الاستشهادي سامر حماد[13]
- عملية بيت ليد البطولية
- عملية زقاق الموت
- عملية الاستشهادي راغب جرادات[14]
- عملية كسر الحصار[15]
- معركة بشائر الانتصار[16]
- معركة السماء الزرقاء[17]
- معركة كسر الصمت[18]
- معركة البنيان المرصوص
- معركة صيحة الفجر[19]
- معركة بأس الصادقين[20]
- معركة سيف القدس
- معركة وحدة الساحات
- معركة ثأر الأحرار[21]
- طوفان الأقصى

خاضت سرايا القدس عشرات العمليات ضدّ إسرائيل بما في ذلك سلسلة من العمليات الاستشهادية وإطلاق الصواريخ وقنصٍ للجنود وتفجيرٍ للدبابات وعمليات اقتحام للمستوطنات بين الفينة والأخرى.

### معركة جنين ٢٠٠٢
برزت سرايا القدس في معركةِ مخيم جنين بقيادة محمود طوالبة حيثُ نجحت في إلحاقِ خسائر كبيرة بإسرائيل بعدما نسفت العبوات الناسفة في المخيم الذي كان مكتظًا بجنود جيش الاحتلال. الجدير بالذكرِ هنا أن مخيم جنين هو معقل ومركز قادة ومقاتلي سرايا القدس وكان قد تعرَّض لعدة اجتياحات وتصفية العديد من قادة السرايا مثلما حصل في عام 2002م حيث قامت القوات الإسرائيلية باجتياحٍ كبيرٍ في الضفة الغربية فيما سُمِّي بـ «عملية السور الواقي» ما تسبّب في مقتلِ ما يقارب أكثر من خمس وأربعون مقاتلًا من سرايا القدس.

## الاغتيالات
حصلت حملة من الاغتيالات المُتتالية في صفوف قيادة سرايا القدس من بداية تشكيلها بشتى الوسائل مثل الاغتيال بالطائرات المختلفة، وتفجير السيارات المفخخة والتليفونات. هذه قائمة مُصغّرة بأبرز قادة وعناصر سرايا القدس الذين نجحت إسرائيل في اغتيالهم:
- محمود عرفات الخواجا (مؤسس السرايا)
- مقلد حميد[26] (القائد العام لسرايا القدس في قطاع غزة)
- إياد حردان[27] (القائد العام المؤسس لسرايا القدس في الضفة الغربية)
- بشير الدبش[28] (قائد المجلس العسكري لسرايا القدس في قطاع غزة)
- محمود طوالبة (قائد سرايا القدس في شمال الضفة الغربية)
- محمد عطوة عبد العال (قائد سرايا القدس في جنوب قطاع غزّة)
- رماح فايز الحسني[29] (قائد العمليات العسكرية لسرايا القدس في غزة)
- محمد الشيخ خليل[30] (قائد سرايا القدس في جنوب قطاع غزة)
- منير سكر (أحد أبرز قادة سرايا القدس في قطاع غزة)
- محمد أيوب سدر[31] (قائد سرايا القدس في جنوب الضفة الغربية)
- أذياب الشويكي (مساعد قائد سرايا القدس في جنوب الضفة)
- محمود صقر الزطمة[32] (مهندس في السرايا)
- رائد فنونة[33] (مسئول الوحدة الصاروخية شمال القطاع)
- ماجد الحرازين (قائد سرايا القدس في مدينة غزة)
- لؤي السعدي (شيخ سرايا القدس ومرشدها في الضفة الغربية)
- محمد امين ضاهر (مسؤول وحدة الاسناد في كتيبة اجديدة)
- دانيال منصور (قائد لواء الشمال لسرايا القدس)
- صلاح أبو حسنين أبو أحمد (عضو المجلس العسكري لسرايا القدس)
- خالد الدحدوح (القائد العام لسرايا القدس في قطاع غزة)
- شعبان الدحدوح أبو المجد (قائد كتيبة الزيتون)
- ياسر الجعبري (قائد التشكيل العسكري الغربي في سرايا القدس بلواء غزة)
- محمد حسين فرج الوادية (قائد الوحدة الصاروخية لسرايا القدس)
- محمد عبد الله أبو مرشد (قائد سرايا القدس في المحافظة الوسطى)
- ثائر أحمد حسان (قائد سرايا القدس في جنوب بيت لحم)
- رياض بدير (قائد معركة مخيم جنين عام 2002).
- بهاء أبو العطا (قائد المنطقة الشمالية في سرايا القدس)
- حسام محمد أبو هربيد[34] (قائد سرايا القدس في لواء الشمال)
- تيسير الجعبري (قائد منطقة شمال غزة خلفاً لبهاء أبو العطا)

## الأسلحة
نظرًا لطبيعةِ عملها وباعتبارها حركة مقاومة مسلّحة فالمعلومات حول عتاد السرايا وأسلحتها قليلة جدًا؛ ومع ذلك فقد كُشف من حينٍ لآخر بعضًا مما تتوفّر عليه كما عُرفت بعضُ أسلحتها بعدما استُعملت في الاشتباكات مع الجيش الإسرائيلي. أطلقت سرايا القدس أول صاروخ لها محليّ الصنع والذي وصل لقلبِ عسقلان 15 نوفمبر 2002 وهو الصاروخ الذي سُمّي بصاروخ جنين قبل أن يتمّ تطويره وتغيير اسمه إلى صاروخ قدس وكان القيادي الميداني رامي عيسى قد لعب دورًا كبيرًا في صناعته فيما تكفّل القائد الميداني الآخر محمود جودة وبمساعدةٍ من عدنان بستان في تطويره.
قام القيادي عمر عرفات الخطيب في عام 2006 بتهريبِ أول صاروخ جراد إلى قطاع غزة واستعملتهُ حركات المقاومة هناك ضدّ جيش الدفاع كما جمعت عددًا غير معلومٍ منه على مدار السنوات. أطلقت سرايا القُدس صاروخًا من طراز فجر-5 في 15 نوفمبر 2012 حيثُ استهدفت بهِ قلب تل أبيب المحتلّة وبالضبطِ مبنى للاتصالات لا يبعدُ كثيرًا عن مقر قيادة الجيش. أعلنت سرايا القدس في 5 مايو 2019 عن صاروخ بدر 3 محليّ الصنع والذي استخدمتهُ لأوّل مرة خلال تصعيدٍ بين جيش الاحتلال وفصائل المقاومة في القطاع في نفسِ الشهر.
بحلول مارس 2012 أعلن أبو إبراهيم وهو أحد أبرز قادة سرايا القدس أن السرايا تمتلكُ آلاف الصواريخ، وأنها قادرة على استهداف مدنٍ في العمق الإسرائيلي في حالِ قامت إسرائيل بعمليات اغتيال جديدة في قطاع غزة مؤكدًا على أن قدرات السرايا العسكرية «زادت تطورًا كمّا ونوعًا وأن هذه الصواريخ تتمتع بدقة كبيرة بفضل السلاح المتطور والذي بُرمج للإفلات من نظام الاعتراض الإسرائيلي.» في تمّوز/يوليو 2014 أعلنت السرايا مسؤوليتها عن قصف المفاعل النووي الإسرائيلي «ستوراك» جنوب تل أبيب بصاروخ بعيد المدى من نوع براق 70، وأعلنت أنها قصفت ميناء أسدود بصاروخ جراد. في 15 تشرين الثاني/نوفمبر 2019 أعلنت سرايا القدس عن صاروخ براق 120 محلّي الصنع الذي قالت إنَّ مداهُ يصل لـ 120 كيلومترًا والذي استخدمتهُ لأوّل مرة خلال تصعيدٍ بين جيش الاحتلال وفصائل المقاومة في القطاع في نفسِ الشهر.